# Гинген-ан-дер-Бренц
Гинген-ан-дер-Бренц (нем. Giengen an der Brenz — Гинген на Бренце) — город в современной  Германии (ФРГ), в земле Баден-Вюртемберг. 
Город подчинён административному округу Штутгарт, и входит в состав района Хайденхайм. Население составляет 19 434 человека (на 31 декабря 2010 года). Населённый пункт занимает площадь 44,05 км². Официальный код  —  08 1 35 016.
Город подразделяется на четыре городских района.

## История
Недалеко от будущего поселения, в 100 году, на германских землях римлянами была построена дорога из Хайденхайма (Аквилея (лат. Aquileia)).
Швабский населённый пункт известен с 1078 года, как Гинген, в хронике монастыря Петерсхаузен, и не установлено от чего происходит его названия. Поселение развивалось вокруг графского замка, который еще упоминается в XIV столетии. 
Статус города населённым пунктом был получен в 1252 году. В 1395 году город присоединился к Швабскому городскому союзу (Schwäbischer Städtebund). С 1395 года по 1803 год входил в состав Священной Римской империи как свободный имперский город. 5 сентября 1802 года город был включен в состав герцогства Вюртемберг, позднее королевство. В нем проживало 1 695 жителей и имелось 354 жилых дома.
В 1880 году, в городе было основано швеёй Маргарет Штайфт предприятие, по производству плюшевых (мягких) игрушек Margarete Steiff GmbH, работающее до сих пор.

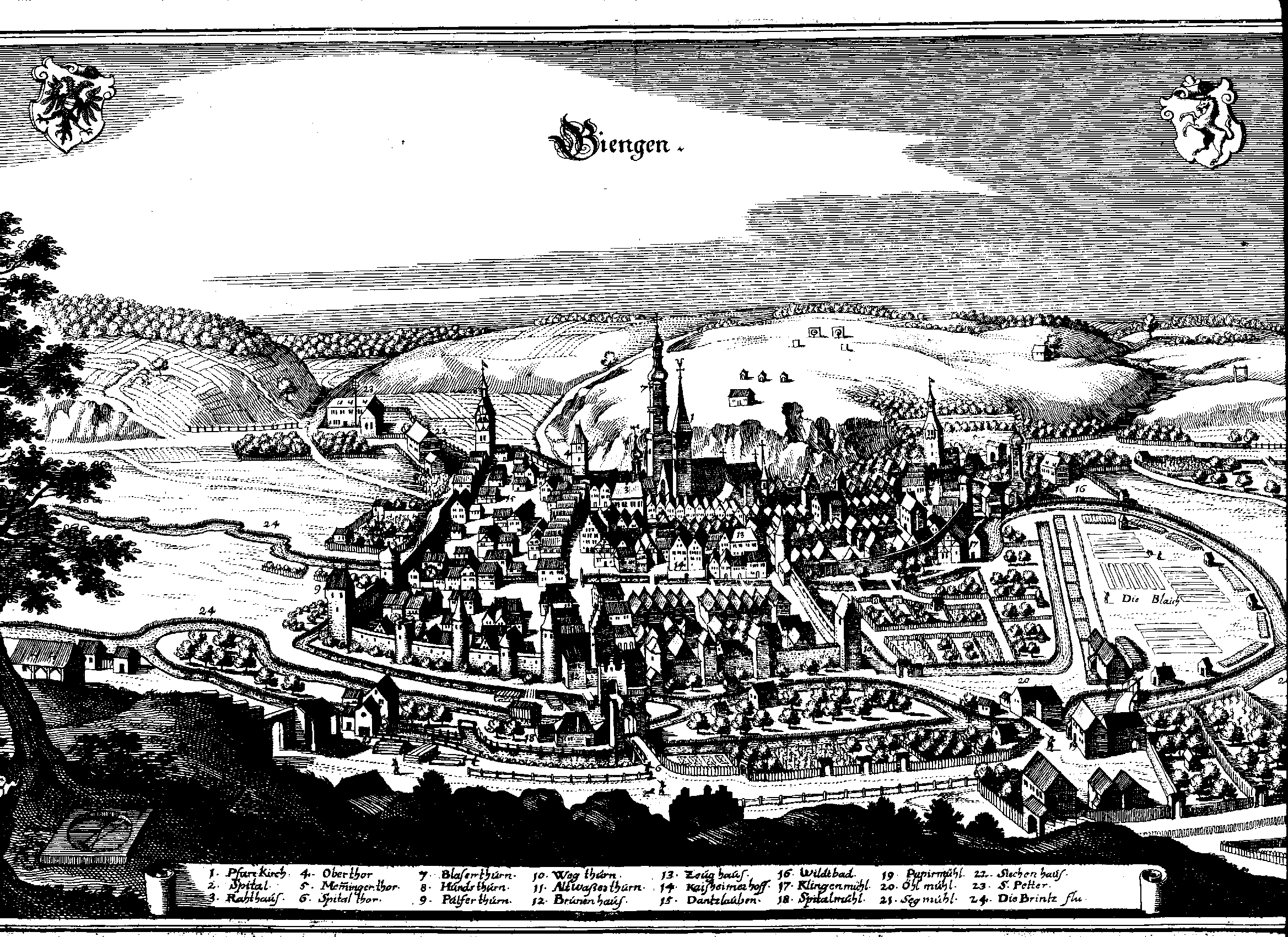
Гинген, гравюра 1 января 1643 года.
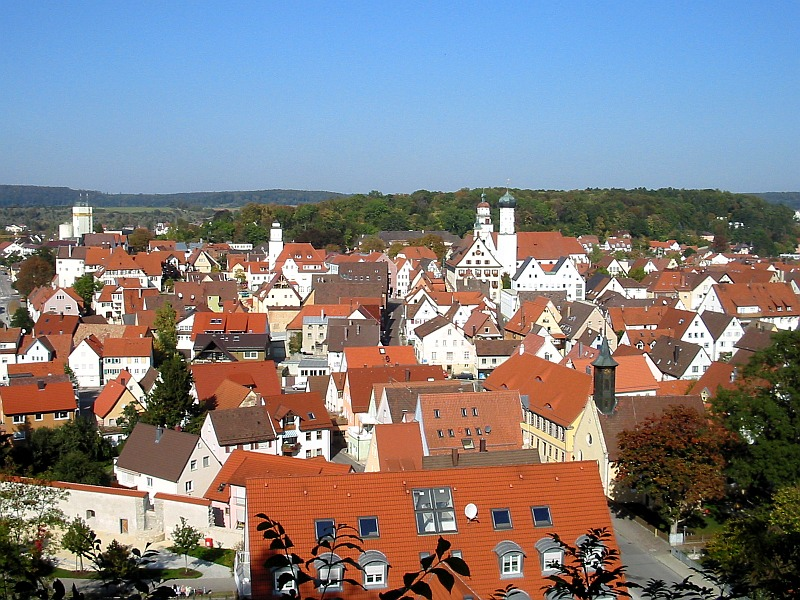
Вид с горы Брукера (Брукерсберга) на старый город.
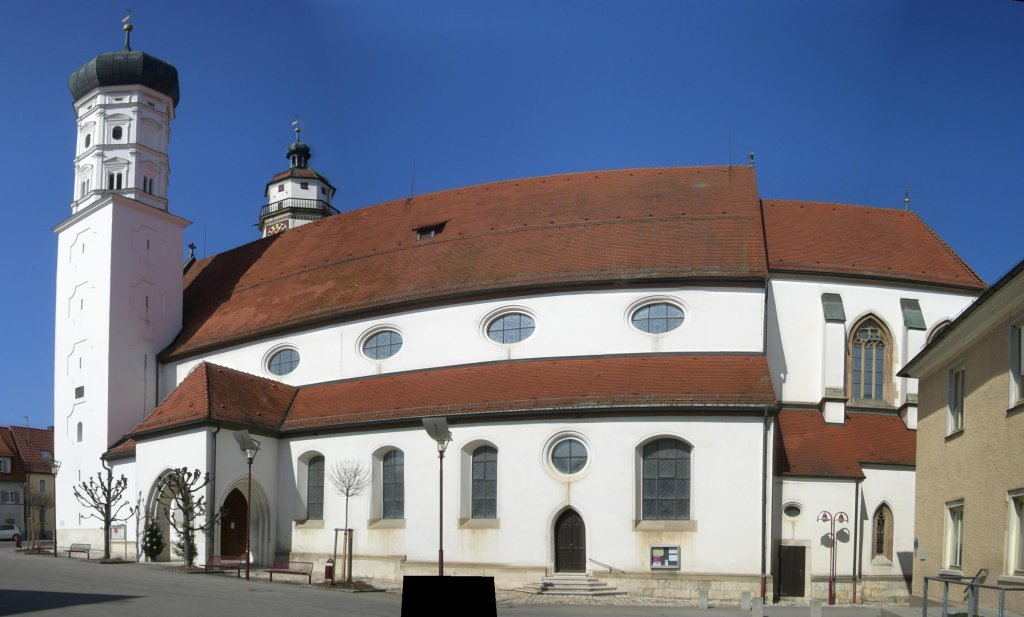
Городская церковь 2006 года.